# Bistum Nocera Umbra
Das in Italien gelegene ehemalige Bistum Nocera Umbra (lateinisch Nucerinus) wurde im 5. Jahrhundert begründet und gehörte der Kirchenprovinz Perugia an.
Am 2. Januar 1915 wurde es mit dem ebenfalls im 5. Jahrhundert begründeten Bistum Gualdo Tadino zum Bistum Nocera Umbra-Gualdo Tadino vereinigt. Am 30. September 1986 wurde diese Diözese dann mit dem Bistum Assisi zum Bistum Assisi-Nocera Umbra-Gualdo Tadino vereinigt.